# エメロン
エメロン（EMERON）は、ライオン（旧・ライオン油脂）から1965年8月に発売されたヘアケア製品、石鹸などのブランドである。2005年頃生産終了。

## 概要
『エメロン』の名前の由来は、「エメラルド」+「ライオン」。
ライオン油脂がこれまであまり力を注いでこなかった香粧品分野に本格進出するに当たっては、花王や牛乳石鹸共進社などの先行ブランドに対抗しうる強力なブランドを持つ必要があった。しかし、当時の社名「ライオン油脂」は洗濯石鹸メーカーのイメージが強く、さらにその名が威厳に満ちていて、香粧品のソフトなイメージにふさわしくないとされた。そこで、会社名を前面に出すよりも、ブランドを育てあげることを優先し、それがひいては企業名を売ることにつながるとの考えに至った。
ターゲットは主に女性としたことから、自社名と宝石の名前を組み合わせ、ブランドネームとした。宝石の中でエメラルドを選んだのは、単に宝石のみならず、地中海の紺碧の美しい水の色、宝石言葉が「愛」であることがある。この造語により、甘さ、あこがれ、しゃれた感じ、高級感などを連想させ、女性に好ましい印象を与えるものと考えたのである。

## 沿革
- 1965年 - ライオン油脂が香粧品分野に初参入、『エメロン』のブランドを立ち上げる。最初はシャンプー、石鹸のラインナップでスタート。
- 1966年 - ビートルズ日本武道館公演の演奏中、背景にエメロンの広告が映り込む。この時"ライオン油脂(と思われる文字)"と、"エメロン化粧石鹸"の文字が見える。
- 1968年 - 『エメロンスプレーリンス』を新発売。
- 1969年 - 花王石鹸（現・花王）から『カオーフェザー』という競合商品のブランドが発売され、ライバル競争が始まる。
- 1970年 - 『エメロンクリームリンス』を新発売。発売前には、船山喜久弥が素人女性に「これを知っていますか」と尋ねるテレビCMが[2]、また、発売後には街角で船山が素人女性に、後ろからインタビューして、応じた人の後ろ姿と髪の毛を見せるテレビCMが放映された[3]。その後CMのロケ地は日本全国へと拡大していった[3]（「日本縦断ふりむき娘」）。これらのCMの制作は電通の久本省二ディレクターによる[4]。
- 同年 - 『エメロンクリームリンス』の「ラジオ全国キャンペーン」のCMソングとしてハニー・ナイツが歌う「ふりむかないで」（作詞は電通社員（当時）の池田友彦、作曲は小林亜星[3]）が起用され[5]、11月からは、テレビCMでも放映が開始される[5]。「ふりむかないで」は、全国各地の地名を織り込んだ歌詞が制作され、最終的に歌詞数は72種に達した[5]。CMソング「ふりむかないで」を起用したこのCMは、7年間にわたり放映され続けた[6]。しかし、殆どのエメロンのCMは、エメロンがブランド名という特異上、CMの最後に必ず出るCI（ライオンのロゴマーク）の表示はなかった。
- 1972年 - ハニー・ナイツの「ふりむかないで」がレコードで発売。60万枚を超える大ヒットになる[4]。
- 1975年 - 『エメロンミンキートリートメント』を新発売、CMキャラクターはアグネス・ラムが起用。
- 1976年 - 『エメロンスキンクリーム』を仙台地区で先行発売。（1978年から全国発売）
- 1980年 - 『エメロンミンキー』の後継商品として、「エメロンアクアミー」を発売。発売前のテレビCMでは、最後に左下に製品の発売日「5/23」が表示されていた。
- 1983年 - それまでなかったCMの最後に、企業名CIが挿入される。画面中央に正方形式で「ライオンのヘアケア製品」と表示された。また過去の「ふりむかないで」の頃にインタビューを受けた女性のその後を取り上げたCMシリーズが作られた。
- 1992年 - 『エメロン植物物語』を新発売。
- 2000年 - 『エメロンアクアピュア』を新発売。
- 2002年 - 『エメロン石鹸の香りシャンプー』を発売、「ふりむかないで」を郷ひろみ歌唱により再びCMソングに起用。

## 販売終了した製品
エメロン石鹸　植物物語
- エメロン石鹸
- エメロン石鹸フレグランス - 家庭用は後に「エメロン植物物語」へ継承。
- エメロンシャンプー - 使いきりパウチタイプの粉末シャンプー。
- エメロンオイルシャンプー／リンス
- エメロンクリームシャンプー／リンス
- エメロングリーンシャンプー - フケ・かゆみを防ぐ薬用シャンプー
- エメロンエチケットシャンプー／リンス - 後に「エチケット」ブランドとして独立→「オクト」へ継承
- エメロンミンキー
- エメロンアクアミー - 後に「アクアミー」ブランドとして独立。
- エメロンプロテイン
- エメロンアクアピュア
- エメロン石鹸の香りシャンプー／リンス - せっけんの香りのシャンプー／リンス。
- エメロンスキンクリーム - ニベア花王の「ニベアクリーム」に対抗して発売。
- エメロンスキンミルク - ニベア花王の「ニベアスキンミルク」に対抗して発売。

## CM出演者
- エメロン
  - 岡田奈々
  - 関根恵子
  - 鳥居恵子
  - 篠ヒロコ
  - シンシア・リー・トリニダート
- エメロンクリームリンス
  - 船山喜久弥
- エメロンシャンプー
  - 森次浩司
  - 真樹千恵子
- エメロングリーンシャンプー⇒エメロンエチケット
  - 田村正和
  - 研ナオコ
  - 桃井かおり
  - 兵藤まこ
  - 小泉今日子
  - 斉藤慶子
- エメロンミンキー
  - アグネス・ラム
- エメロンアクアピュア
  - PUFFY
  - 竹内結子
- エメロン石鹸の香りシャンプー
- エメロン石鹸
  - 三林京子
  - 真野響子
  - 柏原芳恵
  - 3代目三遊亭圓右
- エメロンスキンクリーム
  - 相本久美子

## 競合商品
- カオーフェザー（花王）
- エッセンシャル
- メリット
- シャワラン（牛乳石鹸）
- サボン・ドール（資生堂）